# Estación de autobuses de Pamplona
La estación de autobuses de Pamplona es un edificio construido en el centro de Pamplona (capital de la Comunidad Foral de Navarra), bajo un espacio verde de 35.000 m² conocido como Vuelta del castillo que rodea la Ciudadela, y que fue inaugurado oficialmente el 9 de noviembre de 2007.
La obra incluyó la restauración del revellín de Santa Lucía de la Ciudadela de Pamplona, que quedó enterrado con la construcción de los cuarteles del ejército a finales del siglo XIX. Hasta el comienzo de las obras de la nueva estación había allí un aparcamiento de coches. La estación es subterránea, excepto por una marquesina de acceso que da la avenida Yanguas y Miranda, y está cubierta de césped en la superficie. 
Se accede desde una marquesina cubierta totalmente acristalada, dispone de un carril de superficie con parada de línea de autobús urbano, plazas para discapacitados, y plazas de taxis.

## Historia

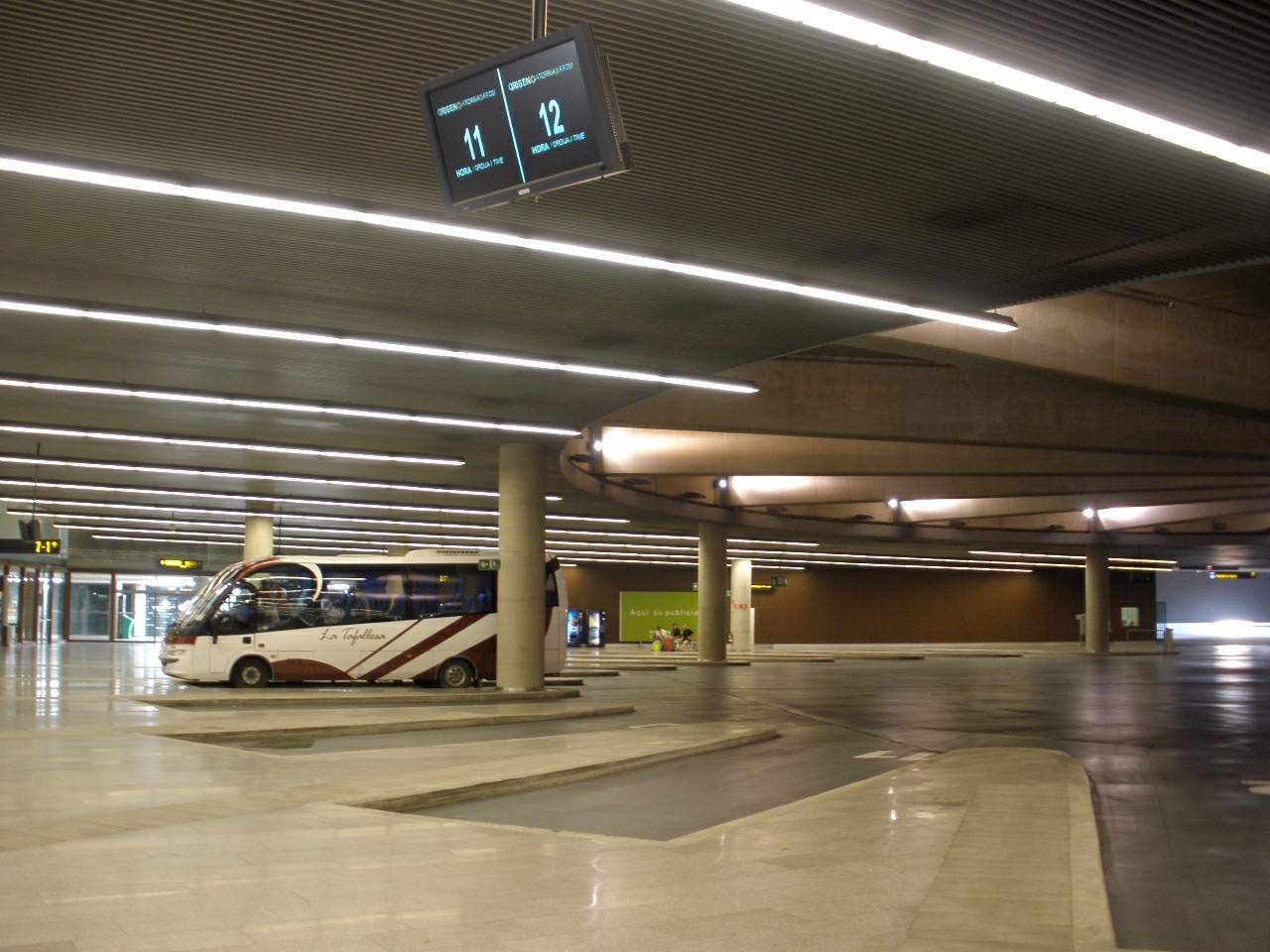
Interior de la estación de autobuses.

El proyecto original fue redactado por los arquitectos Manuel Blasco, Luis Tabuenca y Manuel Sagastume. La ingeniería IDOM realizó la Dirección de Obra, siendo Jesús Armendáriz el arquitecto encargado de esta labor. Esta fase de obra permitió contemporizar técnica y estéticamente el citado proyecto original. En principio, el proyecto contaba con un gran hueco circular en el centro de la estructura, que permitía la iluminación natural de la "dársena" en la que se estacionarían los autobuses. Este elemento, fue suprimido por indicación de la Institución Príncipe de Viana del Gobierno de Navarra, competente en asuntos que afectan al patrimonio artístico navarro, por considerar que al encontrarse en la zona de la Ciudadela, debía respetarse la forma de ésta sin elementos nuevos que pudieran establecer una competencia de tipo formal. Con esta supresión, la estación es hoy exclusivamente subterránea, salvo en el frente hacia el foso, en el que se han abierto unos estrechos patios hasta la planta de estacionamiento de los vehículos.
El elemento más definitorio de la nueva estación, es la gran viga circular que rodea la dársena, y que descarga mediante vigas radiales sobre un pilar central, sin otro tipo de soportes.

Interior de la estación
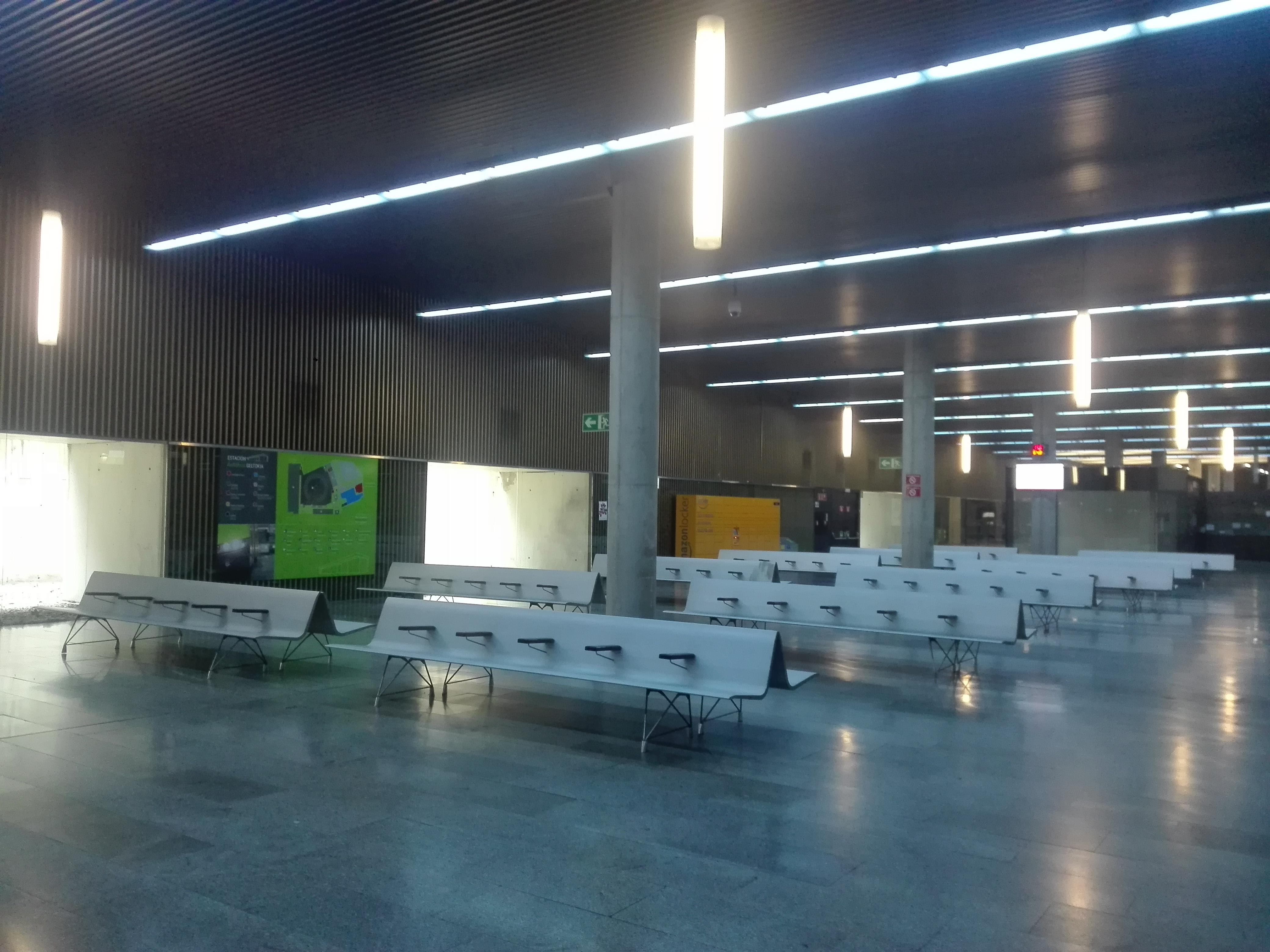
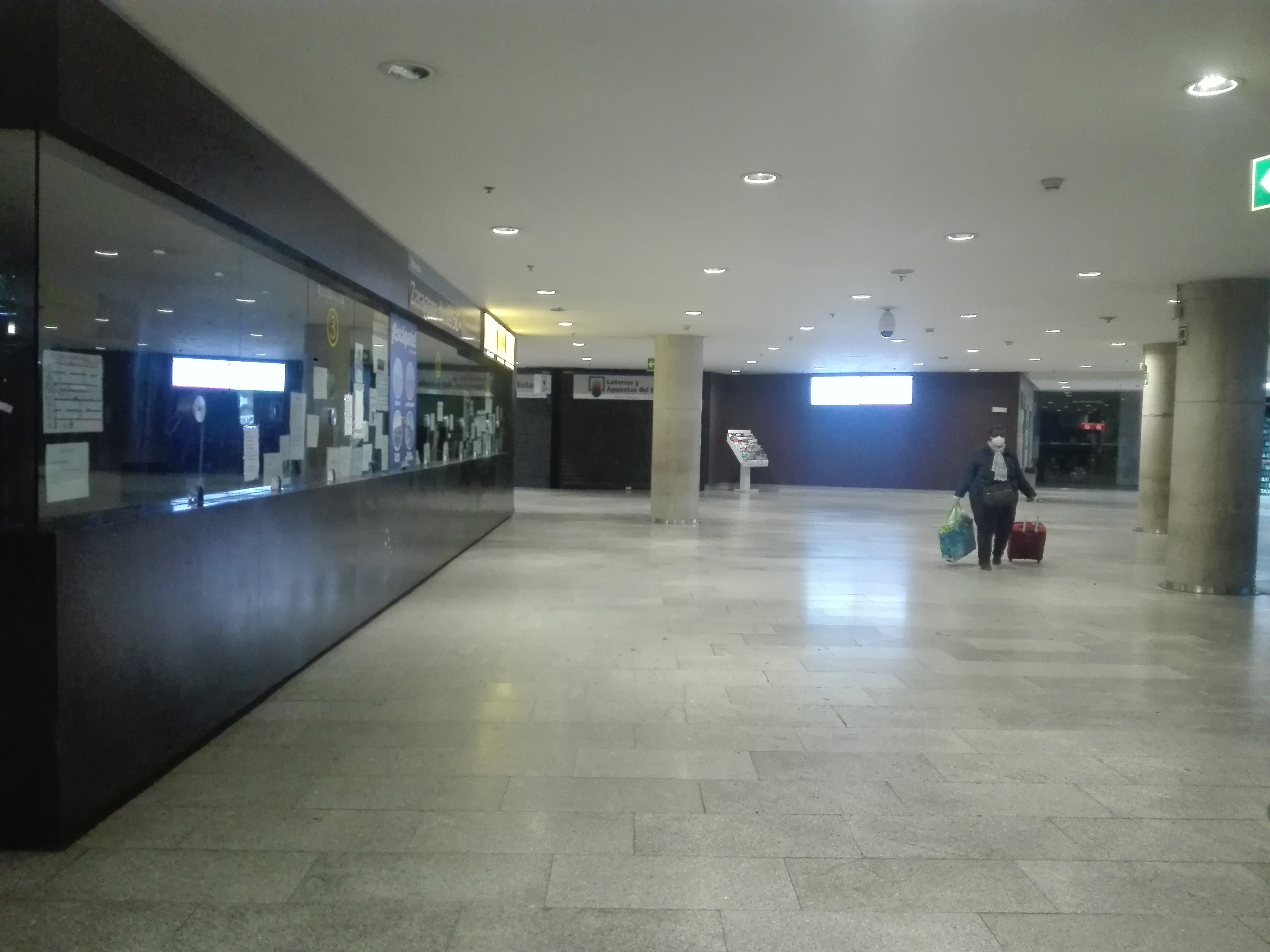

### La antigua estación
Fue construida para sustituir a la antigua estación de autobuses de 1934, situada en un solar próximo a la nueva, que se utiliza como parque infantil y centro comercial o como pista de hielo y centro de actividades infantiles en invierno. Este antiguo edificio de la estación fue el primero del país en incluir las taquillas y las dársenas de la estación en el mismo edificio, y de los primeros de Europa, recibiendo por ello el Premio Nacional de Arquitectura. Para amortizar los gastos se construyeron viviendas en las plantas superiores. Algunas personas piden que conserve algunos rasgos característicos del edificio, como el reloj, un mural que representa en zodiaco, o un escudo de Pamplona.
Tras la inauguración de la nueva estación de autobuses, en los espacios del edificio que eran ocupado por la estación se han implantado nuevos  usos. Así en la zona destinada a andenes y paradas de los autobuses se ha habilitado como una plaza cubierta con zona de estancia y áreas de juegos de niños; y una sala de usos múltiples. Otros locales quedan a disposición del Ayuntamiento, uno de ellos se ha cedido a la Asociación Cultural de Gigantes de Pamplona, con el fin de que sea utilizado para conservar y mantener los giganeste, y hacer los ensayos previos a las salida de la Comparsa de gigantes y cabezudos de Pamplona.

## Compañías y destinos

### NBus
El servicio de Transporte Interurbano de Navarra o NBus, el servicio y marca que aglutina las líneas de transporte público competencia del Gobierno de Navarra, utiliza la estación como punto de partida y llegada para varias de sus rutas hacia las principales localidades de Navarra y de provincias limítrofes. Por lo general, estas rutas están constituidas por enlaces directos, las cuales emplean para ello las vías de gran capacidad, y por enlaces «por carretera», las cuales generalmente emplean las carreteras secundarias.
Desde 2019 el ejecutivo navarro está renovando el servicio, unificando todas las concesiones bajo una misma imagen y marca (NBus). Por ello, actualmente existen 4 concesiones y 9 líneas con imagen unificada que operan desde la estación, mientras que el resto de concesiones todavía no han sido renovadas, por lo que no emplean esta imagen.

#### Líneas unificadas
Dentro de las concesiones unificadas bajo la marca e imagen NBus se encuentran en funcionamiento las siguientes líneas:
| Línea   | Origen   | Destino           | Empresa operadora                  |
| ------- | -------- | ----------------- | ---------------------------------- |
| 300/301 | Pamplona | Soria             | Conda (ALSA)                       |
| 320/322 | Pamplona | Tafalla           | UTE Líneas Interurbanas de Navarra |
| 321     | Pamplona | Tafalla y Olite   | UTE Líneas Interurbanas de Navarra |
| 350     | Pamplona | Tudela y Zaragoza | UTE Líneas Interurbanas de Navarra |
| 370/371 | Pamplona | Alsasua y Vitoria | La Burundesa                       |
| 372     | Pamplona | Alsasua y Ciordia | La Burundesa                       |

### Artieda[6][7][8]
| Origen   | Destino      | Otros |
| -------- | ------------ | ----- |
| Pamplona | Jaurrieta    | -     |
| Pamplona | Eugui        | -     |
| Pamplona | Roncesvalles | -     |

### Bilman Bus[9]
| Origen | Destino                            | Otros |
| ------ | ---------------------------------- | --- |
| Irún   | La Manga del Mar Menor - Cartagena | Pamplona Teruel, Valencia, Benidorm, Alicante, Murcia, Santa Pola, Guardamar, Torrevieja, Campoamor, San Pedro del Pinatar, Santiago de la Ribera, Los Alcázares |

### CONDA[10]

#### Navarra
| Origen   | Destino               | Otros    |
| -------- | --------------------- | -------- |
| Pamplona | Lodosa                | -        |
| Pamplona | Milagro               | -        |
| Pamplona | Ochagavía             | -        |
| Pamplona | Orbaiceta             | -        |
| Pamplona | Lumbier               | -        |
| Pamplona | Tafalla               | Artajona |
| Pamplona | Tudela                | -        |
| Pamplona | Fitero                | -        |
| Pamplona | Ciudad del transporte | -        |

#### Nacionales
| Origen        | Destino               | Otros             |
| ------------- | --------------------- | ----------------- |
| Pamplona      | San Sebastián         | -                 |
| Pamplona      | Zaragoza              | -                 |
| San Sebastián | Castellón de la Plana | Pamplona          |
| San Sebastián | Salou                 | Pamplona          |
| San Sebastián | Barcelona             | Pamplona Zaragoza |

#### Internacionales
| Origen   | Destino                | Otros                  |
| -------- | ---------------------- | ---------------------- |
| Pamplona | San Juan Pie de Puerto | -                      |
| Pamplona | Bayona                 | San Juan Pie de Puerto |
| Pamplona | Lourdes                | -                      |

### EDSA[11]
| Origen   | Destino | Otros |
| -------- | ------- | --- |
| Pamplona | Éibar   | Placencia de las Armas, Vergara, Zumárraga, Beasáin, Lazcano Lacunza, Huarte-Araquil, Irurzun, Berrioplano |

### La Baztanesa[12]
| Origen   | Destino       | Otros                             |
| -------- | ------------- | --------------------------------- |
| Pamplona | Errazu        | Elizondo                          |
| Pamplona | San Sebastián | Oronoz-Mugaire, Santesteban, Irún |

### La Burundesa[13]
| Origen   | Destino         | Otros                                                    |
| -------- | --------------- | -------------------------------------------------------- |
| Pamplona | Vitoria         | -                                                        |
| Pamplona | Bilbao          | -                                                        |
| Pamplona | San Sebastián   | Lesaca, Irún                                             |
| Pamplona | Clínica Ubarmin | -                                                        |
| Pamplona | Santander       | -                                                        |
| Pamplona | Zarauz (verano) | Orio                                                     |
| Pamplona | Alsasua         | Echarri-Aranaz, Arbizu, Lacunza, Huarte-Araquil, Irurzun |
| Pamplona | Jaca            | -                                                        |

### La Estellesa[14]
| Origen   | Destino   | Otros                    |
| -------- | --------- | ------------------------ |
| Pamplona | Logroño   | Estella, Puente la Reina |
| Pamplona | Azagra    | Estella, Calahorra       |
| Pamplona | Sartaguda | Estella                  |

### La Mugiroarra[15]
| Origen   | Destino | Otros |
| -------- | ------- | ----- |
| Pamplona | Aldaz   | -     |

### La Pamplonesa[16]
| Origen   | Destino         | Otros                    |
| -------- | --------------- | ------------------------ |
| Pamplona | Vidaurreta      | Echauri, Ororbia, Asiáin |
| Pamplona | Arraiz (Ventas) | Ulzama                   |

### La Tafallesa[17]
| Origen   | Destino  | Otros       |
| -------- | -------- | ----------- |
| Pamplona | Uztárroz | -           |
| Pamplona | Figarol  | Carcastillo |
| Pamplona | Olite    | Tafalla     |
| Pamplona | Falces   | -           |
| Pamplona | Lerín    | -           |

### La Veloz Sangüesina[18]
| Origen   | Destino  | Otros    |
| -------- | -------- | -------- |
| Pamplona | Sangüesa | -        |
| Pamplona | Cáseda   | Sangüesa |

### Leizaran Mariezcurrena[19]
| Origen   | Destino     | Otros |
| -------- | ----------- | ----- |
| Pamplona | Santesteban | Leiza |

### Autobuses Jiménez
| Origen   | Destino | Otros                    |
| -------- | ------- | ------------------------ |
| Pamplona | Madrid  | Logroño                  |
| Pamplona | Jaén    | Estella, Logroño, Madrid |

### Vibasa (Monbus)[21]
| Origen   | Destino   | Otros                                |
| -------- | --------- | ------------------------------------ |
| Irún     | Barcelona | Pamplona Tudela, Alfajarín           |
| Pamplona | Salou     | Tudela, Alfajarín, Lérida, Tarragona |

## Otras compañías
- Autobuses Jiménez Sur
- Autobuses Río Irati
- Continental Auto
- La Unión
- PESA

## Conexión con elTransporte Urbano Comarcal
| Líneas con parada cercana: |
| -------------------------- |

| CONTg | _ | _ |

| STR | _ | _ |

| STR | CONTg | _ |

| STR | STR | _ |

| STR | STR | CONTg |

| STR | STR | STR |

| STR | STR | STR |

| STR | STR | STR |

| STR | STR | STR |

| STR | STR | STR |

| BHF(L)g | STR | STR |

| BHF(R)f | STR | STR |

| STRl | KRZlr+lr | ABZgr+r |

| _ | STRf | STRg |

| _ | ABZgl+l | STRr |

| _ | BHF(L)g | _ |

| _ | BHF(R)f | _ |

| _ | BHF(L)g | _ |

| _ | BHF(R)f | _ |

| _ | STR | CONTg |

| _ | STR | STR |

| _ | STR | STRg |

| _ | STR | STR |

| _ | STR | STRg |

| _ | STR | STR |

| _ | STR | STRg |

| _ | STR | STR |

| _ | STR | STRg |

| _ | STR | STR |

| _ | STR | STRg |

| _ | STR | STR |

| _ | STR | BHF(L)g |

| STR+l | KRZlr+lr | ABZgr+r |

| STR | STRf | BHF(L)g |

| BHF(L)g | STRf | STRg |

| BHF(R)f | STRf | STRg |

| STR | BHF(R)f | STRg |

| STR | BHF(R)f | STRg |

| STR | ABZgl+l | STRr |

| STR | STR | _ |

| STR | STR | _ |

| STR | STR | _ |

| STR | STR | _ |

| STR | STR | _ |

| STR | STR | _ |

| STR | STR | _ |

| CONTf | STR | _ |

| _ | STR | _ |

| _ | STR | _ |

| _ | STR | _ |

| _ | STR | _ |

| _ | STR | _ |

| _ | STR | _ |

| _ | STR | _ |

| _ | STR | _ |

| _ | STR | _ |

| _ | STR | _ |

| _ | STR | _ |

| _ | STR | _ |

| _ | CONTf | _ |

| CONTg | _ | _ |

| STR | _ | _ |

| STR | CONTg | _ |

| STR | STR | _ |

| STR | STR | CONTg |

| STR | STR | STR |

| STR | STR | STR |

| STR | STR | STR |

| STR | STR | STR |

| STR | STR | STR |

| BHF(L)g | STR | STR |

| BHF(R)f | STR | STR |

| STRl | KRZlr+lr | ABZgr+r |

| _ | STRf | STRg |

| _ | ABZgl+l | STRr |

| _ | BHF(L)g | _ |

| _ | BHF(R)f | _ |

| _ | BHF(L)g | _ |

| _ | BHF(R)f | _ |

| _ | STR | CONTg |

| _ | STR | STR |

| _ | STR | STRg |

| _ | STR | STR |

| _ | STR | STRg |

| _ | STR | STR |

| _ | STR | STRg |

| _ | STR | STR |

| _ | STR | STRg |

| _ | STR | STR |

| _ | STR | STRg |

| _ | STR | STR |

| _ | STR | BHF(L)g |

| STR+l | KRZlr+lr | ABZgr+r |

| STR | STRf | BHF(L)g |

| BHF(L)g | STRf | STRg |

| BHF(R)f | STRf | STRg |

| STR | BHF(R)f | STRg |

| STR | BHF(R)f | STRg |

| STR | ABZgl+l | STRr |

| STR | STR | _ |

| STR | STR | _ |

| STR | STR | _ |

| STR | STR | _ |

| STR | STR | _ |

| STR | STR | _ |

| STR | STR | _ |

| CONTf | STR | _ |

| _ | STR | _ |

| _ | STR | _ |

| _ | STR | _ |

| _ | STR | _ |

| _ | STR | _ |

| _ | STR | _ |

| _ | STR | _ |

| _ | STR | _ |

| _ | STR | _ |

| _ | STR | _ |

| _ | STR | _ |

| _ | STR | _ |

| _ | CONTf | _ |

| CONTg | _ | _ |

| STR | _ | _ |

| STR | CONTg | _ |

| STR | STR | _ |

| STR | STR | CONTg |

| STR | STR | STR |

| STR | STR | STR |

| STR | STR | STR |

| STR | STR | STR |

| STR | STR | STR |

| BHF(L)g | STR | STR |

| BHF(R)f | STR | STR |

| STRl | KRZlr+lr | ABZgr+r |

| _ | STRf | STRg |

| _ | ABZgl+l | STRr |

| _ | BHF(L)g | _ |

| _ | BHF(R)f | _ |

| _ | BHF(L)g | _ |

| _ | BHF(R)f | _ |

| _ | STR | CONTg |

| _ | STR | STR |

| _ | STR | STRg |

| _ | STR | STR |

| _ | STR | STRg |

| _ | STR | STR |

| _ | STR | STRg |

| _ | STR | STR |

| _ | STR | STRg |

| _ | STR | STR |

| _ | STR | STRg |

| _ | STR | STR |

| _ | STR | BHF(L)g |

| STR+l | KRZlr+lr | ABZgr+r |

| STR | STRf | BHF(L)g |

| BHF(L)g | STRf | STRg |

| BHF(R)f | STRf | STRg |

| STR | BHF(R)f | STRg |

| STR | BHF(R)f | STRg |

| STR | ABZgl+l | STRr |

| STR | STR | _ |

| STR | STR | _ |

| STR | STR | _ |

| STR | STR | _ |

| STR | STR | _ |

| STR | STR | _ |

| STR | STR | _ |

| CONTf | STR | _ |

| _ | STR | _ |

| _ | STR | _ |

| _ | STR | _ |

| _ | STR | _ |

| _ | STR | _ |

| _ | STR | _ |

| _ | STR | _ |

| _ | STR | _ |

| _ | STR | _ |

| _ | STR | _ |

| _ | STR | _ |

| _ | STR | _ |

| _ | CONTf | _ |

| CONTg | _ | _ |

| STR | _ | _ |

| STR | CONTg | _ |

| STR | STR | _ |

| STR | STR | CONTg |

| STR | STR | STR |

| STR | STR | STR |

| STR | STR | STR |

| STR | STR | STR |

| STR | STR | STR |

| BHF(L)g | STR | STR |

| BHF(R)f | STR | STR |

| STRl | KRZlr+lr | ABZgr+r |

| _ | STRf | STRg |

| _ | ABZgl+l | STRr |

| _ | BHF(L)g | _ |

| _ | BHF(R)f | _ |

| _ | BHF(L)g | _ |

| _ | BHF(R)f | _ |

| _ | STR | CONTg |

| _ | STR | STR |

| _ | STR | STRg |

| _ | STR | STR |

| _ | STR | STRg |

| _ | STR | STR |

| _ | STR | STRg |

| _ | STR | STR |

| _ | STR | STRg |

| _ | STR | STR |

| _ | STR | STRg |

| _ | STR | STR |

| _ | STR | BHF(L)g |

| STR+l | KRZlr+lr | ABZgr+r |

| STR | STRf | BHF(L)g |

| BHF(L)g | STRf | STRg |

| BHF(R)f | STRf | STRg |

| STR | BHF(R)f | STRg |

| STR | BHF(R)f | STRg |

| STR | ABZgl+l | STRr |

| STR | STR | _ |

| STR | STR | _ |

| STR | STR | _ |

| STR | STR | _ |

| STR | STR | _ |

| STR | STR | _ |

| STR | STR | _ |

| CONTf | STR | _ |

| _ | STR | _ |

| _ | STR | _ |

| _ | STR | _ |

| _ | STR | _ |

| _ | STR | _ |

| _ | STR | _ |

| _ | STR | _ |

| _ | STR | _ |

| _ | STR | _ |

| _ | STR | _ |

| _ | STR | _ |

| _ | STR | _ |

| _ | CONTf | _ |